# Грицюк Михайло Михайлович
Миха́йло Миха́йлович Грицю́к (нар. 5 червня 1984, Риковичі, Іваничівський район, Волинська область, Українська РСР, СРСР — пом. 22 травня 2014, поблизу смт Ольгинка, Волноваський район, Донецька область, Україна) — солдат Збройних сил України, учасник російсько-української війни.

## Біографія
Народився 1984 року в селі Риковичі Іваничівського району, походив із багатодітної родини, де був старшим сином. 1991 року пішов у перший клас Риковичівської школи, а через два роки сім'я переїхала до сусіднього села Топилище. Продовжив навчання вже у Топилищанській школі, яку закінчив 2000 року. З 2003 по 2004 проходив строкову армійську службу. Одружившись у 2007 році, перебрався жити у село Милятин. Мав власне господарство в селі, тривалий час працював на заробітках у Польщі, мріяв побудувати власний будинок для своєї сім'ї. Був членом Іваничівської районної організації ВО «Батьківщина».
З початком російської збройної агресії призваний до збройних сил за частковою мобілізацією 8 квітня 2014 року.
Солдат, розвідник 3-го механізованого батальйону 51-ї окремої механізованої бригади, м. Володимир-Волинський.
Разом із підрозділом у травні 2014 року ніс службу на блокпосту № 10 поблизу смт Ольгинка Волноваського району. Уранці між 4 та 6 годинами 22 травня 2014 року блокпост був атакований проросійськими сепаратистами «ДНР», які під'їхали на інкасаторських машинах, та почали несподіваний масований обстріл із вогнепальної зброї, у тому числі з кулеметів, мінометів, РПГ, ПЗРК. В результаті обстрілу здетонував боєкомплект в одній з бойових машин, що призвело до збільшення людських втрат внаслідок вибуху. У цьому бою загинули 16 бійців 51-ї бригади. 14 жовтня в госпіталі від поранень помер 17-й боєць.
27 травня Михайла поховали на кладовищі села Милятин.

### Сім'я
У загиблого воїна залишились мати Вакулюк Галина Василівна, брати, дружина Олеся та двоє дітей — дворічний син Олексій, та дочка Анастасія, яка народилася лише за тиждень до мобілізації батька.
Леся Грицюк після смерті чоловіка стала депутатом Іваничівської райради, вступила на економічний факультет Львівської академії державного управління. Навесні 2017, перебуваючи на Донеччині у складі волинської делегації, відшукала точне місце, де загинув її чоловік, між селами Ольгинка та Благодатне: «Я знайшла місце в полі, де він лежав. Сама в інтернеті відшукала відео, де його тіло лежало ще не вкрите. Було дуже важко, адже ці трагічні події довелося пережити заново. Такі відчуття не передаються словами, але на душі все ж стало легше».

## Нагороди
4 червня 2015 року Указом Президента України разом із іншими бойовими побратимами, які загинули із Михайлом Грицюком у бою під Волновахою, за особисту мужність і високий професіоналізм, виявлені у захисті державного суверенітету та територіальної цілісності України, вірність військовій присязі, нагороджений медаллю «Захиснику Вітчизни».

## Вшанування пам'яті
9 квітня 2015 року в Іваничах відбулось урочисте відкриття стели пам'яті героїв, на якій розміщені фотографії усіх жителів та уродженців району, які полягли під час Революції Гідності та війни на сході України: Сергія Байдовського, Сергія Дармофала, Ігора Кантора, Станіслава Потапчука, Володимира Пушкарука, Володимира Якобчука та Михайла Грицюка.
22 травня 2015 року у загальноосвітній школі І-ІІ ступеня села Топилище відбулась лінійка-реквієм з нагоди відкриття меморіальної дошки загиблому учню школи Михайлові Грицюку.
3 березня 2016 року Іваничівська районна рада ухвалила рішення про присвоєння імені Михайла Грицюка загальноосвітній школі в селі Милятин.